# Älvdans
Älvdans kan även syfta på ringformade svampgrupperingar, se häxring.

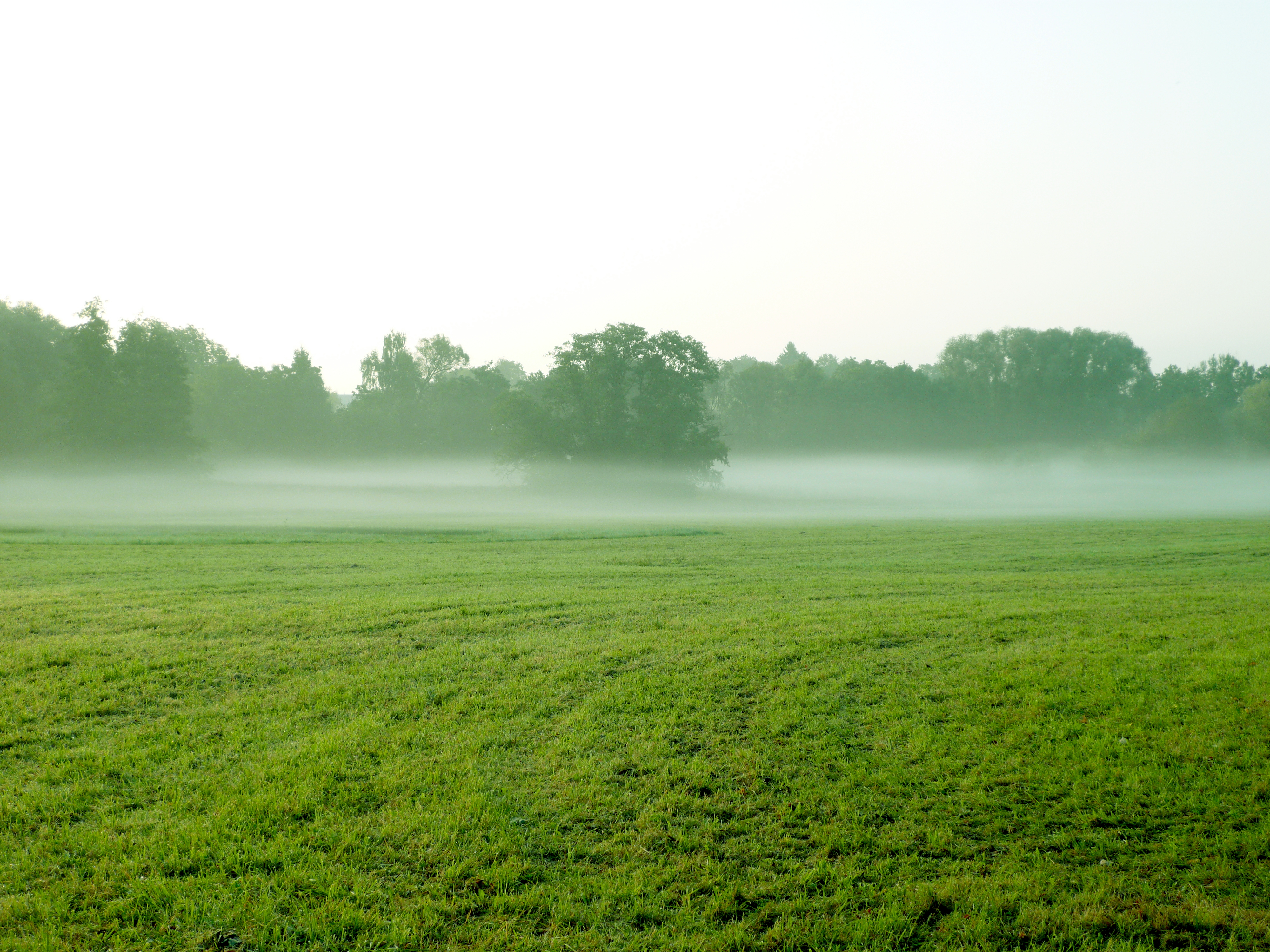
Älvdans över en äng

Älvdans är ett vanligt namn på ett väderfenomen som består i lokal dimma nära marken. Det förekommer oftast på sommaren och hösten, under klara och vindstilla morgnar, kvällar och nätter.
Fenomenet beror på att den varma dagsluften strålar ut i rymden och luften närmast marken kyls av. Då kondenserar den fuktiga luften och bildar mikroskopiska vattendroppar som håller sig svävande. Älvdans förekommer ofta över större ängar och över öppna stilla vatten.
Namnet kommer av att man i gammal folktro trodde att det var älvor som dansade runt på ängarna.